# Canton d'Appenzell Rhodes-Intérieures
Le canton d'Appenzell Rhodes-Intérieures (AI, en allemand : Appenzell Innerrhoden) est l'un des 26 cantons de la Suisse. Son chef-lieu est Appenzell.

## Toponymie
Le canton d'Appenzell Rhodes-Intérieures tire son nom de l'ancien canton d'Appenzell, dont il est issu. Appenzell, le village ayant donné son nom au pays, est mentionné pour la première fois en 1071 sous le nom d'Abbacella, puis en 1223 sous celui d’Abbatiscella, puis enfin Abtenzelle, signifiant « la retraite de l’abbé », faisant référence à une résidence secondaire de l'abbé de Saint-Gall.
Le canton d'Appenzell était subdivisé en rhodes. Lors de la séparation du canton en deux demi-cantons en 1597, Appenzell Rhodes-Intérieures fut formé à partir des rhodes catholiques.
En allemand, il est nommé Appenzell Innerrhoden ; en italien Appenzello Interno ; en romanche Appenzell dadens.

## Géographie
Le canton d'Appenzell Rhodes-Intérieures est situé dans le nord-est de la Suisse et borde les cantons d'Appenzell Rhodes-Extérieures et de Saint-Gall. Les deux cantons d'Appenzell sont enclavés à l'intérieur de celui de Saint-Gall.
Le canton culmine au Säntis, à 2 502 m d'altitude, et son point le plus bas se trouve à Oberegg, à 560 m. Avec 172,52 km2, Appenzell Rhodes-Intérieures est le deuxième plus petit canton de Suisse ; seul le canton de Bâle-Ville est plus petit.

## Histoire
La région d'Appenzell commence à être colonisée au VIIe siècle, le long de la rivière Glatt. Le monastère de Saint-Gall influence grandement la vie de la population locale. Herisau est mentionnée pour la première fois en 907. Le nom d'Appenzell l'est en 1071.
Le canton connaît un certain nombre de batailles au cours des siècles, dont la bataille du Vögelinsegg en 1403 ou la bataille au Stoss en 1405.
Le 17 décembre 1513, Appenzell rejoint l'ancienne Confédération suisse comme 13e canton. En 1597, le canton est divisé pour des raisons religieuses en deux demi-cantons : Appenzell Rhodes-Extérieures est la partie protestante, Appenzell Rhodes-Intérieures la partie catholique.
Entre 1798 et 1803, lors de la République helvétique, le canton est intégré dans le canton du Säntis. Il est rétabli après l'acte de médiation.
Le canton se dote d'une constitution en 1872.
Le droit de vote et d'éligibilité des femmes est imposé au niveau cantonal en 1990, par une décision du Tribunal fédéral, après un recours de Theresia Rohner,.

## Politique et administration

Logo

Appenzell Rhodes-Intérieures est l'un des deux cantons suisses (avec Glaris) à maintenir la Landsgemeinde, réunion annuelle des membres de l'assemblée primaire des citoyens afin de voter les modifications de lois proposées par la Commission d'État (nom du Conseil d'État dans le canton) et les différentes commissions. Les citoyens du canton se réunissent à cette fin le dernier dimanche d'avril sur une place d'Appenzell.

### Grand Conseil d'Appenzell Rhodes-Intérieures(Grosser Rat)
Le Canton est doté d'un grand conseil, appelé "Grosser Rat" en allemand, et qui est son parlement cantonal. Son rôle est différent des autres parlements cantonaux vu que le canton maintient la Landsgemeinde. Le Grosser Rat est composé de 50 membres élus dans chaque district du canton.

### Districts

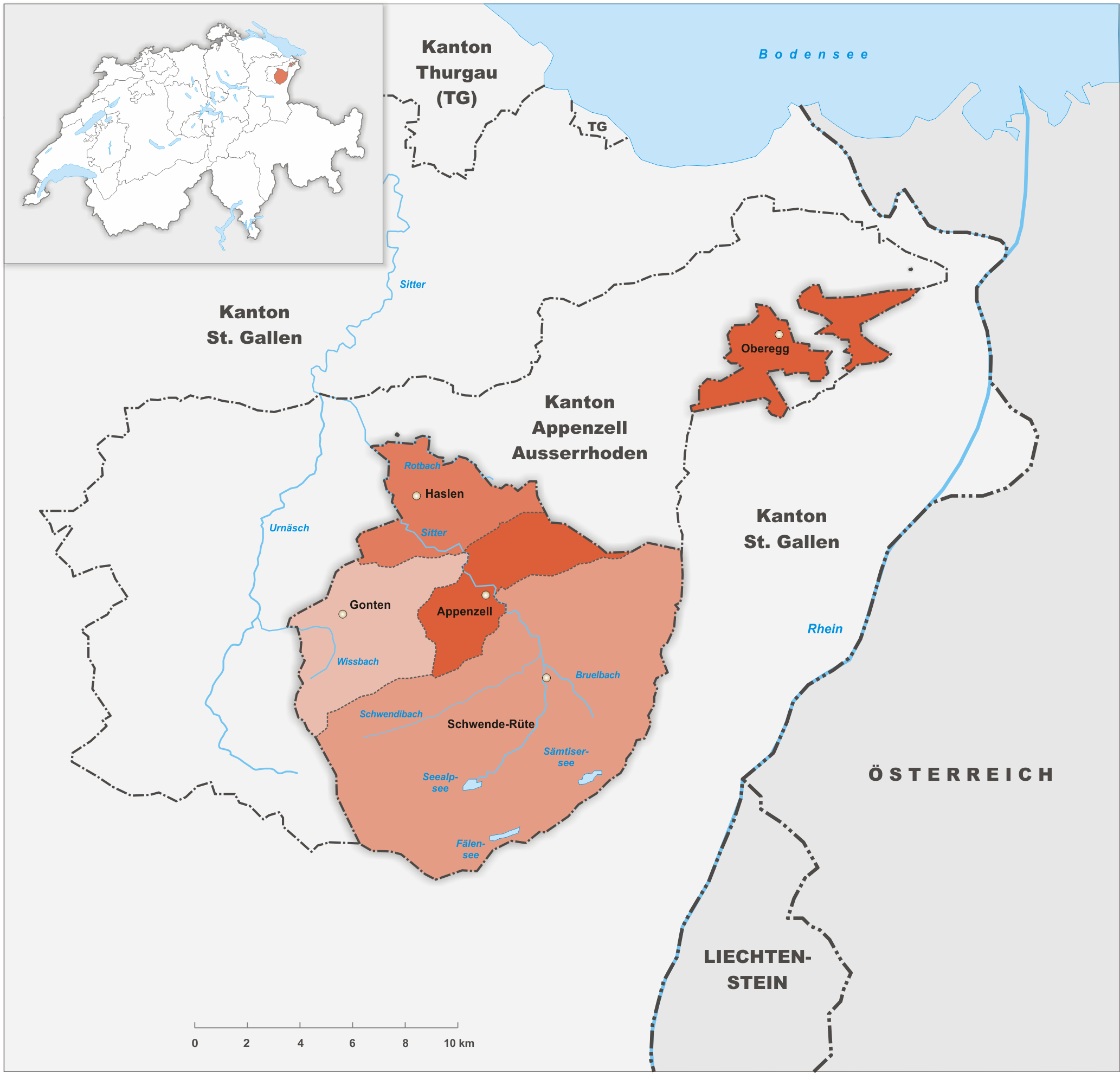
Districts du canton d'Appenzell Rhodes-Intérieures.

Le canton d'Appenzell Rhodes-Intérieures est organisé en cinq districts et non pas en communes, même si les fonctions de ces districts sont apparentées à celles des communes des autres cantons. Ils sont créés en 1872 à partir des anciennes rhodes. En 2022, les districts de Rüte et de Schwende ont fusionné pour créer le district de Schwende-Rüte.
Depuis 2022, les districts sont les suivants (avec le nombre d'habitants au 31 décembre 2022)  :
- Appenzell (5 864 habitants[14]) ;
- Gonten (1 466 habitants[14]) ;
- Oberegg (1 928 habitants[14]) ;
- Schlatt-Haslen (1 108 habitants[14]) ;
- Schwende-Rüte (2 254 habitants et 3 752 habitants[N 1],[14]).

## Population et société

### Démographie
Au 31 décembre 2022, le canton d'Appenzell Rhodes-Intérieures compte 16 416 habitants, soit 0,2 % de la population totale de la Suisse. Il s'agit du canton le moins peuplé de Suisse. Sa densité de population atteint 95 hab/km2.
Paradoxalement, les plaques d'immatriculation du moins peuplé des cantons de Suisse sont relativement fréquentes sur les routes puisque ce sont celles qu'arborent le plus souvent les voitures de location, pour des raisons fiscales.
Pour des raisons techniques, il est temporairement impossible d'afficher le graphique qui aurait dû être présenté ici.

### Religion
81 % de la population revendique l'appartenance au catholicisme, 10 % au protestantisme.

## Économie

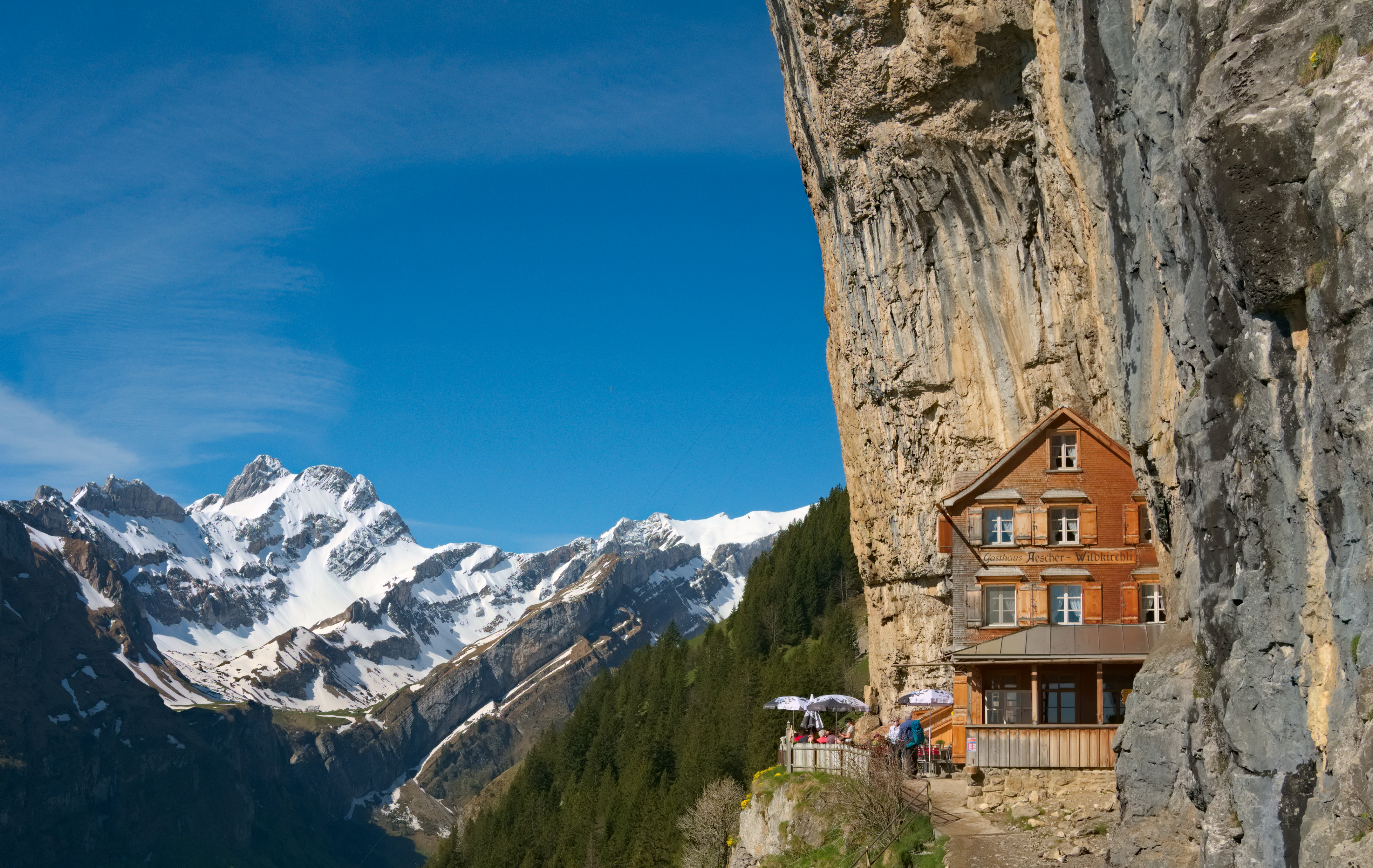
Le Berggasthaus Aescher-Wildkirchli dans le canton d'Appenzell Rhodes-Intérieures. Mai 2021.

La plupart du canton est agricole, même si le terrain est montagneux. Les principales activités agricoles sont l'élevage et l'exploitation laitière. L'appenzeller est un fromage répandu en Suisse.

## Culture locale

### Emblèmes
Le canton d'Appenzell Rhodes-Intérieures a pour emblèmes un drapeau et un blason. Les armoiries d'Appenzell Rhodes-Intérieures se blasonnent : D’argent à l’ours de sable rampant, armé, lampassé et vilené de gueules de sable.

### Langue
La langue officielle du canton est l'allemand.

### Cuisine
Le biberli, originaire des deux cantons d'Appenzell Rhodes Intérieures et Extérieures, est un biscuit-pain d'épices de l'Avent. Il est farci de noix et décoré d'un motif.